# 미쓰비시후소 파이터
미쓰비시후소 파이터(영어: Mitsubishi Fuso Fighter, 일본어: 三菱ふそう・ファイター)는 일본 미쓰비시후소트럭 버스가 만든 중형 및 대형 트럭이다. 초대 모델은 현대 구형 5톤 트럭(1990~1998)의 원형으로 알려져 있다.

## 차종별 분류
- 파이터 중형
- 파이터 중형 NX
- 파이터 중형 CNG
- 파이터 대형 내로우캡 (대형 와이드캡은 미쓰비시후소 슈퍼 그레이트)
- 파이터 대형 내로우캡 4WD

## 역사

### 초대 (1984.2~1992.7)
- 1984년 등장
- 1990년 마이너체인지

### 2대 (1992.7~2007)
- 1992년 등장
- 1999년 마이너체인지
- 2005년 마이너체인지

## 주요차종

### 미국・캐나다
- 파이터 FK
  - FK-MR
  - FK-SR
  - FK-HR
  - FK200
  - FK417
- 파이터 FM
  - FM-HD
  - FM-MR
  - FM-SR
  - FM-HR
  - FM64F
  - FM260
  - FM330
  - FM555
  - FM555F
  - FM617
  - FM617L

### 뉴질랜드
- 파이터 4X2
  - FK200K1
  - FK200K6
  - FK200H6
  - FK250L6
  - FM250H6
  - FM250M6
  - FM250A6
  - FM280H6
  - FM280M6
- 파이터 6x2
  - FU250L6
  - FU250R6
  - FU280U6
- 파이터 6X4
  - FN280K6
  - FN280U6

## 사진

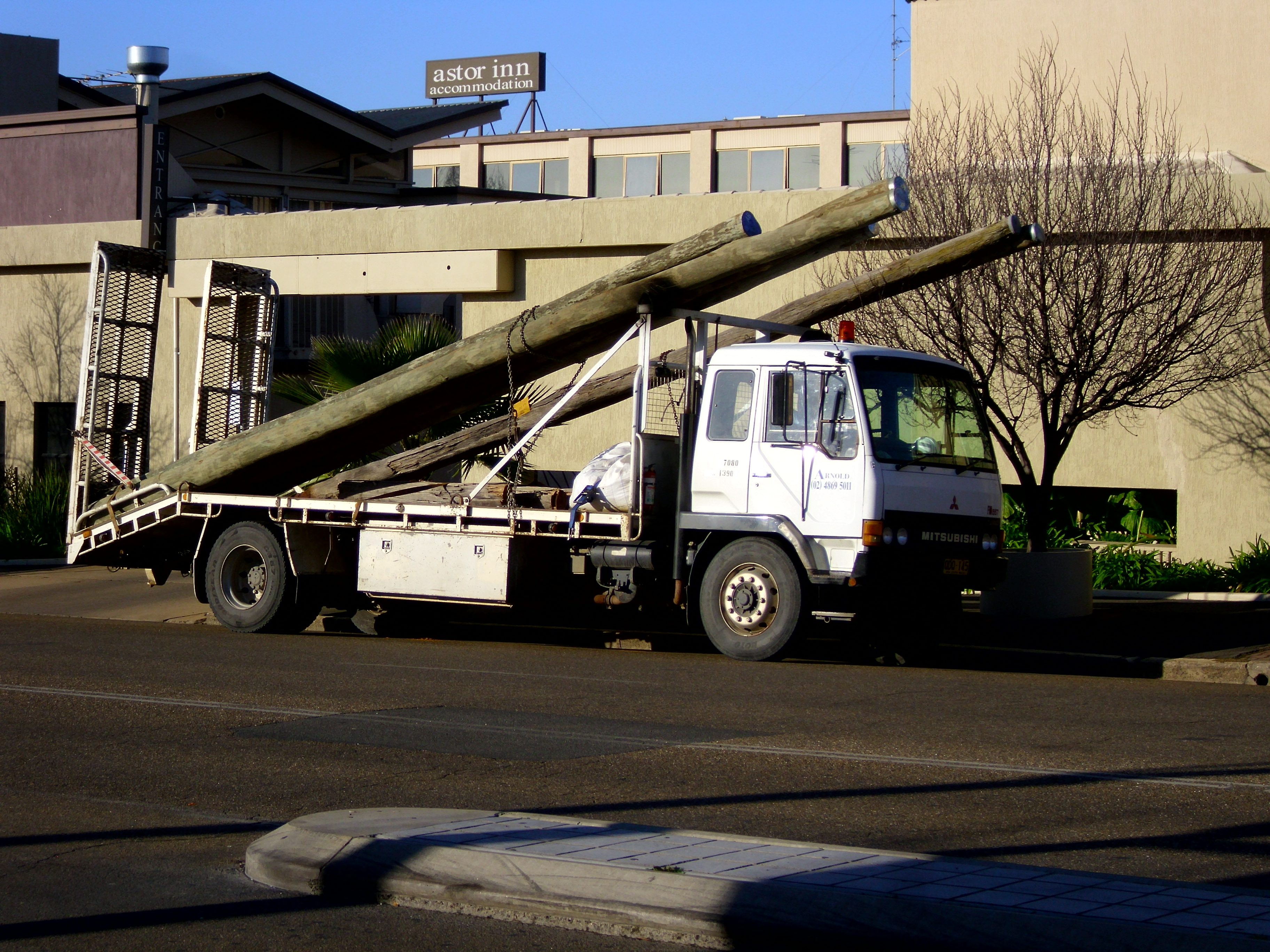
제 1세대 미쓰비시 후소 파이터 FM(준대형) 수출 사양
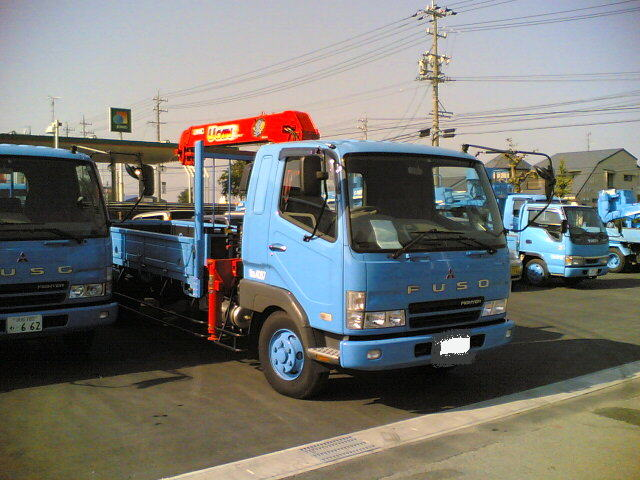
2005년식 제 2세대 미쓰비시 후소 파이터 PA-FK61RK 차종 (2005년 10월 일본 아이치현에서 촬영)
하우스텐보스에 주차된 제 2세대 미쓰비시 후소 파이터 전기형 카고크레인

## 같이 보기
- 미쓰비시후소트럭 버스